# Aclens
Aclens és un municipi del cantó suís del Vaud, situat al districte de Morges.

## Geografia
El centre d'Aclens està situat a 7 km a vista d'ocell del nord de Morges, lloc capital del districte. La superfície del territori comunal és de 3.92 km². El punt més elevat del municipi és a 515 metres d'altitud.
El territori comunal s'estén principalment en una plana a l'oest del Gros de Vaud i de la Venoge, d'altura pel que fa a la vall d'aquesta última. L'oest del municipi està situat en alt, trobant-se una cinquantena de metres per damunt del centre del poble, situat a 461 metres d'altitud, on es troba el punt més elevat del territori comunal, el Trente Chiens, de 515 metres d'altitud.
El nord del municipi és delimitat pel Senoge, afluent del Venoge i el sud de la frontera oriental és delimitada per la Venoge, on hi ha l'indret més baix del municipi, a 406 metres d'altitud, remuntant a continuació per sobre de la vall en direcció del nord. El sud es troba en ple sobre la plana, al voltant de 460 metres d'altitud, la frontera no és a aquest indret delimitat per cap variació del terreny.

## Història
El territori comunal d'Aclens ha estat habitat des de l'república romana, però no al poble actual, sinó al lloc dit En Joux; Les restes es componen d'alguns murs d'habitacions, descoberts el 1984.
La vila principal del municipi va aparèixer abans del segle xiv. Els arxius informen de l'existència d'un gran incendi en 1416. Aclens hi va estar lligat a Vullierens entre el 1410 fins a 1665, quan es va fer independent, la municipalitat ser adquirida per la ciutat de Morges, que llavors comprenia Romanel-sur-Morges i Bremblens.
El territori d'Aclens a l'edat mitjana comprenia el centre actual d'Aclens i el poble desaparegut de Chibi, on es trobava l'església parroquial, i de Sant-Christophe. El molí del Xoc a la vora de la Venoge, citat ja al començament del segle xvii, fou molt de temps l'única indústria del poble agrícola. La zona industrial existent de la plana del Venoge fou construïda al voltant del 1960.